# ВВС Закавказского фронта
ВВС Закавказского фронта (ВВС ЗакФ) — оперативное объединение фронтовой авиации, предназначенное для решения боевых задач (ведения боевых действий) во взаимодействии (в совместных операциях) с другими видами Вооружённых Сил Союза ССР, а также проведения самостоятельных воздушных операций.

## История наименований
- ВВС Отдельной Кавказской армии (29.05.1921 г.);
- ВВС Кавказской Краснознамённой армии (17.08.1923 г.)
- ВВС Закавказского военного округа (17.05.1935 г.);
- ВВС Закавказского фронта (первое формирование, 23.08.1941 г.);
- ВВС Кавказского фронта (30.12.1941 г.);
- ВВС Закавказского военного округа (28.01.1942 г.);
- ВВС Крымского фронта (28.01.1942 г.);
- ВВС Закавказского фронта (второе формирование, 28.04.1942 г.);
- ВВС Тбилисского военного округа (09.07.1945 г.);
- 11-я воздушная армия (02.1946 г.);
- 34-я воздушная армия (20.02.1949 г.)
- ВВС Закавказского Краснознамённого военного округа (06.1980 г.);
- 34-я воздушная армия (04.1988 г.)
- Войсковая часть (полевая почта) 21052.

## Первое формирование

### История и боевой путь
23 августа 1941 года на базе управления и войск Закавказского военного округа был образован Закавказский фронт, а на базе ВВС Закавказского военного округа сформированы ВВС Закавказского фронта.
ВВС фронта принимали участие в битвах и операциях:
- Иранская операция - с 25 августа по 17 сентября 1941 года.
- Керченско-Феодосийская десантная операция – с 25 по 30 декабря 1941 года.

Директивой Ставки Верховного Главного Командования от 30 декабря 1941 года Военно-воздушные силы Закавказского фронта преобразованы в Военно-воздушные силы Кавказского фронта.

### В составе
Находились в составе Закавказского фронта.
| Подчинение         | Период                  |
| ------------------ | ----------------------- |
| Закавказский фронт | 23.08.1941 — 30.12.1941 |

### Командующие
- генерал-майор авиации Глушенков Никифор Эммануилович, с 23 августа по 30 декабря 1941 года.

### Состав
В состав ВВС фронта в разное время входили:

#### 1941 год
| - ВВС 44-й армии - 36-й истребительный авиационный полк - 265-й истребительный авиационный полк - ВВС 45-й армии - 72-я смешанная авиационная дивизия - ВВС 46-й армии - 27-я истребительная авиационная дивизия - ВВС 47-й армии - 71-я смешанная авиационная дивизия - Соединения и части фронтового подчинения: - 8-й истребительный авиационный корпус ПВО - 25-й истребительный авиационный полк ПВО; - 36-й истребительный авиационный полк ПВО; - 45-й истребительный авиационный полк ПВО; - 50-й истребительный авиационный полк ПВО; - 82-й истребительный авиационный полк ПВО; - 265-й истребительный авиационный полк ПВО; - 266-й истребительный авиационный полк ПВО; - 267-й истребительный авиационный полк ПВО; - 268-й истребительный авиационный полк ПВО - 26-я бомбардировочная авиационная дивизия - 132-я бомбардировочная авиационная дивизия - 133-я бомбардировочная авиационная дивизия - 134-я бомбардировочная авиационная дивизия - 25-я смешанная авиационная дивизия - 135-я смешанная авиационная дивизия - 35-й истребительный авиационный полк - 68-й истребительный авиационный полк - 270-й истребительный авиационный полк - 347-й истребительный авиационный полк |

| - ВВС 44-й армии - ВВС 45-й армии - ВВС 46-й армии - ВВС 47-й армии - Соединения и части фронтового подчинения: - 8-й истребительный авиационный корпус ПВО (иап - 13) - 27-я истребительная авиационная дивизия - 26-я бомбардировочная авиационная дивизия - 132-я бомбардировочная авиационная дивизия - 133-я бомбардировочная авиационная дивизия - 134-я бомбардировочная авиационная дивизия - 25-я смешанная авиационная дивизия - 71-я смешанная авиационная дивизия - 72-я смешанная авиационная дивизия - 135-я смешанная авиационная дивизия - 35-й истребительный авиационный полк - 68-й истребительный авиационный полк |

| - ВВС 44-й армии - 27-я истребительная авиационная дивизия - 135-я смешанная авиационная дивизия - 151-я разведывательная авиационная эскадрилья - 40-я корректировочная авиационная эскадрилья - ВВС 45-й армии - ВВС 46-й армии - 25-я истребительная авиационная дивизия - 134-я бомбардировочная авиационная дивизия - 25-й истребительный авиационный полк - 35-й истребительный авиационный полк - 149-я разведывательная авиационная эскадрилья - 3-я корректировочная авиационная эскадрилья - ВВС 47-й армии - Соединения и части фронтового подчинения: - 8-й истребительный авиационный корпус ПВО (иап - 14) - 71-я истребительная авиационная дивизия - 132-я бомбардировочная авиационная дивизия - 68-й истребительный авиационный полк - 84-й истребительный авиационный полк - 150-я разведывательная авиационная эскадрилья - 152-я разведывательная авиационная эскадрилья - 23-я корректировочная авиационная эскадрилья - 128-я корректировочная авиационная эскадрилья - 10-й отдельный авиационный отряд |

| - ВВС 44-й армии - 27-я истребительная авиационная дивизия - 135-я смешанная авиационная дивизия - 151-я разведывательная авиационная эскадрилья - 40-я корректировочная авиационная эскадрилья - ВВС 46-й армии - 25-я истребительная авиационная дивизия - 134-я бомбардировочная авиационная дивизия - 25-й истребительный авиационный полк - 35-й истребительный авиационный полк - 152-я разведывательная авиационная эскадрилья - 3-я корректировочная авиационная эскадрилья - ВВС 51-й армии - 1-й истребительный авиационный полк - 13-й истребительный авиационный полк - 182-й истребительный авиационный полк - 247-й истребительный авиационный полк - 435-й истребительный авиационный полк - 653-й истребительный авиационный полк - 2-й штурмовой авиационный полк - 101-й штурмовой авиационный полк - 103-й штурмовой авиационный полк - 507-й ближнебомбардировочный авиационный полк - Соединения и части фронтового подчинения: - 71-я истребительная авиационная дивизия - 132-я бомбардировочная авиационная дивизия - 84-й истребительный авиационный полк - 268-й истребительный авиационный полк - 282-й истребительный авиационный полк - 149-я разведывательная авиационная эскадрилья - 150-я разведывательная авиационная эскадрилья - 23-я корректировочная авиационная эскадрилья - 128-я корректировочная авиационная эскадрилья - 10-й отдельный авиационный отряд |

## Второе формирование

### История и боевой путь
15 мая 1942 года на базе  ВВС Закавказского военного округа сформированы ВВС Закавказского фронта (2-е формирование) на основании приказа ставки ВГК № 0075 от 28 апреля 1942 года. Директивой ставки ВГК № 994147 от 8 августа 1942 года была создана Северная группа войск Закавказского фронта в составе 9-й и 44-й армий, в состав Северной группы войск вошла 4-я воздушная армия.
3 сентября 1942 года на базе войск  Северо-Кавказского фронта создана Черноморская группа войск Закавказского фронта. В ее состав вошла в полном составе 5-я воздушная армия.
24 января 1943 года на базе полевого управления Северной группы войск Закавказского фронта создается Северо-Кавказский фронт. И 4-я воздушная армия входит в состав вновь созданного Северо-Кавказского фронта. 5 февраля Черноморская группа войск передается из состава Закавказского фронта Северо-Кавказскому фронту. Закавказский фронт с февраля 1943 года в боевых действиях участия не принимал.
Участие в операциях и битвах:
- Битва за Кавказ:
  - Моздок-Малгобекская операция — с 1 по 28 сентября 1942 года
  - Нальчикско-Орджоникидзевская операция — с 25 октября по 12 ноября 1942 года
  - Новороссийская операция — с 19 августа по 26 сентября 1942 года
  - Туапсинская операция — с 25 сентября по 20 декабря 1942 года
  - Новороссийско-Майкопская наступательная операция — с 11 января 1943 года по 4 февраля 1943 года

### В составе
Находились в составе Закавказского фронта.
| Подчинение         | Период                  |
| ------------------ | ----------------------- |
| Закавказский фронт | 23.08.1941 — 30.12.1941 |

### Командующие
- генерал-майор авиации Глушенков Никифор Эммануилович, с 23 августа по 30 декабря 1941 года.
- генерал-майор авиации Померанцев Зиновий Максимович, 1943 - 1945

### Состав
В состав ВВС фронта в разное время входили: